# Bud Acton
Charles R. "Bud" Acton (Troy, Míchigan, 11 de enero de 1942) es un exbaloncestista estadounidense que disputó una temporada en la NBA. Con 1,98 metros de estatura, lo hacía en la posición de alero.

## Trayectoria deportiva

### Universidad
Comenzó su andadura universitaria en el pequeño Alma College, para acabarla jugando un año en el Hillsdale College, donde promedió 26,3 puntos y 15,7 rebotes por partido, ambos récords históricos de la universidad. Es el único jugador salido de dicha institución en llegar a jugar en la NBA.

### Profesional
Tras no ser elegido en el Draft de la NBA de 1966, fichó al año siguiente, con la temporada ya comenzada, por los San Diego Rockets, con los que disputó 23 partidos, en los que promedió 3,3 puntos y 2,0 rebotes.

## Estadísticas de su carrera en la NBA

### Temporada regular
| Temporada | Edad | Equipo            | Liga | Pos. | P  | TIT | MIN | TC  | TCA | %TC  | 3P | 3PA | %3P | TL  | TLA | %TL  | R.OF. | R.DEF. | REB | ASIS | ROB | TAP | PER | FP  | PTS |
| 1967-68   | 26   | San Diego Rockets | NBA  | SF   | 23 |     | 8.5 | 1.3 | 3.2 | .392 |    |     |     | 0.8 | 1.3 | .655 |       |        | 2.0 | 0.5  |     |     |     | 1.5 | 3.3 |
| Total     |      |                   | NBA  |      | 23 |     | 8.5 | 1.3 | 3.2 | .392 |    |     |     | 0.8 | 1.3 | .655 |       |        | 2.0 | 0.5  |     |     |     | 1.5 | 3.3 |